# Acalculie
Acalculie is het onvermogen om cijfers en rekenkundige symbolen te herkennen.
De patiënt beschouwt de cijfers als een soort tekening. De stoornis komt vooral voor in de pariëtale kwab (wandkwab) en occipitale kwab (achterhoofdskwab) van de hersenen.
Acalculie gaat veelal gepaard met fatische stoornissen.
Binnen acalculie kunnen vier vormen onderscheiden worden: Alexische acaluculie, agrafische acalculie, ruimtelijke acalculie, en zuivere anaritmie.